# Frankie Hejduk
Frank Daniel Hejduk (La Mesa, California, 5 de agosto de 1974) es un exfutbolista estadounidense que jugó como mediocampista y defensor y su último club fue con Los Angeles Galaxy de la Major League Soccer.

## Trayectoria
| Período   | Club                                   |
| --------- | -------------------------------------- |
| 1992-1994 | Universidad de California, Los Ángeles |

| Período   | Club               | Partidos (goles) |
| --------- | ------------------ | ---------------- |
| 1996-1998 | Tampa Bay Mutiny   | 57 (5)           |
| 1998-2002 | Bayer Leverkusen   | 19 (1)           |
| 2002-2003 | FC St. Gallen      | 7 (0)            |
| 2003-2010 | Columbus Crew      | 147 (7)          |
| 2011      | Los Angeles Galaxy | 6 (0)            |

| Período | Selección      | Partidos (goles) |
| ------- | -------------- | ---------------- |
| 1996-   | Estados Unidos | 71 (5)           |

## Su mejor gol
El 18 de septiembre de 2008 Hejduk marca su mejor gol hasta ahora con el Columbus Crew en la MLS contra el New York Red Bulls, en donde Hejduk por la derecha casi al centro del campo le hace un amage a Jorge Alberto Rojas quedando casi solo afuera del área rival realizando una vaselina al portero sin que este estuviera muy adelantado convirtiendo un gol. El partido terminó 3-1 a favor del Columbus Crew. 
- Datos: Q950107
- Multimedia: Frankie Hejduk / Q950107